# Samir Kacimi
Samir Kacimi (en arabe : سمير قسيمي), né en 1974 à Alger, est un écrivain algérien de langue arabe. Lauréat de multiples récompenses littéraires, plusieurs de ses romans ont traduits en langue française.

## Biographie
Né à Alger, Samir Kacimi a suivi des études de droit avant de devenir avocat, puis de travailler dans le secteur de la presse écrite.
Samir Kacimi a publié son premier roman en 2008, sous le titre Déclaration de perte (تصريح بضياع). Il remporte le prix Hachemi Saidani pour le meilleur premier roman algérien.
En 2009, il sort un deuxième roman intitulé Un jour idéal pour mourir (يوم رائع للموت), il est sélectionné pour l'édition 2010 du Prix international de la fiction arabe, prestigieuse récompense littéraire dans le monde arabe. Ce récit suit les derniers instants d’un journaliste qui s’apprête à se suicider en sautant du haut d’un immeuble de la banlieue d’Alger. Sans être un texte politique, le roman a été qualifié d'allégorie critique de l’Algérie des années Bouteflika. En 2020, le roman sera traduit en langue française par Lotfi Nia et publié par les éditions Actes Sud. Il fera partie des finalistes du Prix de la littérature arabe 2021 de l'Institut du monde arabe.
En 2016, Samir Kacimi reçoit le prix Assia Djebar du meilleur roman en langue arabe pour son livre intitulé Le livre du marcheur (كتاب الماشاء).
En 2017, son roman L'Amour au tournant (حب في خريف مائل) publié en 2014, sera le premier de ses ouvrages à faire l'objet d'une traduction et d'une publication par une maison d'édition français (Le Seuil).
Lors des évènements du hirak en 2019, militant pour l'instauration d'un État de droit et craignant un coup de force des militaires, il prend position en faveur de l'application de l'article 102 de la Constitution algérienne sur l’incapacité du Président pour écarter Abdelaziz Bouteflika.
En 2020, il est nommé pour la seconde fois au Prix international de la fiction arabe pour son roman Les Escaliers de Trollar (سلالم ترولار).
En 2020, il écrit Le Triomphe des Imbéciles (الحماقة كما لم يروها أحد). Ce roman, entre satire politique et comédie loufoque dans l'Algérie post-Hirak, sera traduit en français et édité par Actes Sud en 2024.